# Trampolin

Bewegung auf einem Trampolin

Das Trampolin (spanisch trampolín ‚Sprungbrett‘) ist ein Sportgerät zur Sprungunterstützung. Trampoline finden ihre Anwendung beim Trampolinturnen (auch „Trampolinspringen“ genannt) sowie in der Medizin beim Trampolin-Körperkoordinationstest.

## Geschichte
Ein Vorläufer des Trampolinspringens war das Hüpfen auf einer Matratze. Das Trampolinturnen nahm seinen Anfang im Zirkus, wo das Sicherheitsfangnetz der Hochartisten trampolinähnliche Eigenschaften aufwies. Die Turner ließen sich zum Abschluss ihrer Darbietungen in das Netz fallen und vollzogen von dem Netz aus einige Salti. So kam man auf die Idee, daraus eine eigenständige Nummer zu machen und stellte zu diesem Zweck spezielle Geräte her. Mitte der 1930er Jahre baute der US-amerikanische Hochartist George Nissen mit Hilfe des Gymnastiktrainers Larry Griswold das zu dieser Zeit beste Sprunggerät und verkaufte es unter dem damals noch markenrechtlich geschützten Eigennamen Trampolin. Die beiden hatten sich 1931 an der University of Iowa kennengelernt und gründeten gemeinsam die Griswold-Nissen & Trampolin Tumbling Company. Als Grisworld keine Zukunft mehr in dem Unternehmen sah, verkaufte er seine Anteile und widmete sich seiner Entertainment-Karriere. Nissen hingegen stellte die Trampoline weiterhin professionell her und wurde damit schließlich weltweit bekannt. Noch heute trägt die Veranstaltung „Nissen Cup“ seinen Namen. In den Vereinigten Staaten erfuhr das Trampolinturnen die rasanteste Entwicklung.
In Deutschland baute Albrecht Hurtmanns 1951 in Süchteln eine erste „Wurfmaschine“. Ein Gestell aus Eisenrohren, das Tuch aus Rollladengurten vernäht und mit Fahrradschläuchen gespannt, diente in seinem Verein ASV Süchteln als Sprunggerät. Heinz Braecklen und Mitarbeiter an der jungen Sporthochschule in Leipzig entwickelten 1953 ebenfalls ein Trampolin als Trainingshilfsgerät für Wasserspringer. 1955 konstruierte Alfred Gockel aus Altenessen zunächst ein erstes, instabiles Modell aus Holz.
Schließlich wurden die schon professionellen amerikanischen Geräte 1958 zum Deutschen Turnfest in München u. a. durch George Nissen vorgestellt. Doch zunächst wurden erste Anträge der jungen Disziplin auf Mitgliedschaft im Internationalen Turnerbund, FIG zu dessen Kongressen 1959 und 1961 abgelehnt. Zu einem Treffen der ersten Trampolin-Nationen kam es 1964 auf Initiative des Deutschen Turner-Bundes in Frankfurt am Main. Daraus wurde die Gründungsversammlung des Internationalen Trampolin-Verbandes F.I.T.
Im selben Jahr fanden die I. Welttitelkämpfe in London statt. 1996 gab es die XIX. Weltmeisterschaften in Vancouver, 1998 fanden sie in Sydney statt, 1999 gibt es in Sun City, Südafrika, erstmals Trampolinweltmeisterschaften in Afrika.
Am 1. September 1997 beschloss das Internationale Olympische Komitee in Lausanne, Schweiz, endgültig die Aufnahme der Trampolin-Einzelkonkurrenzen in das offizielle Programm der Olympischen Spiele 2000 in Sydney.

## Aufbau und Typen

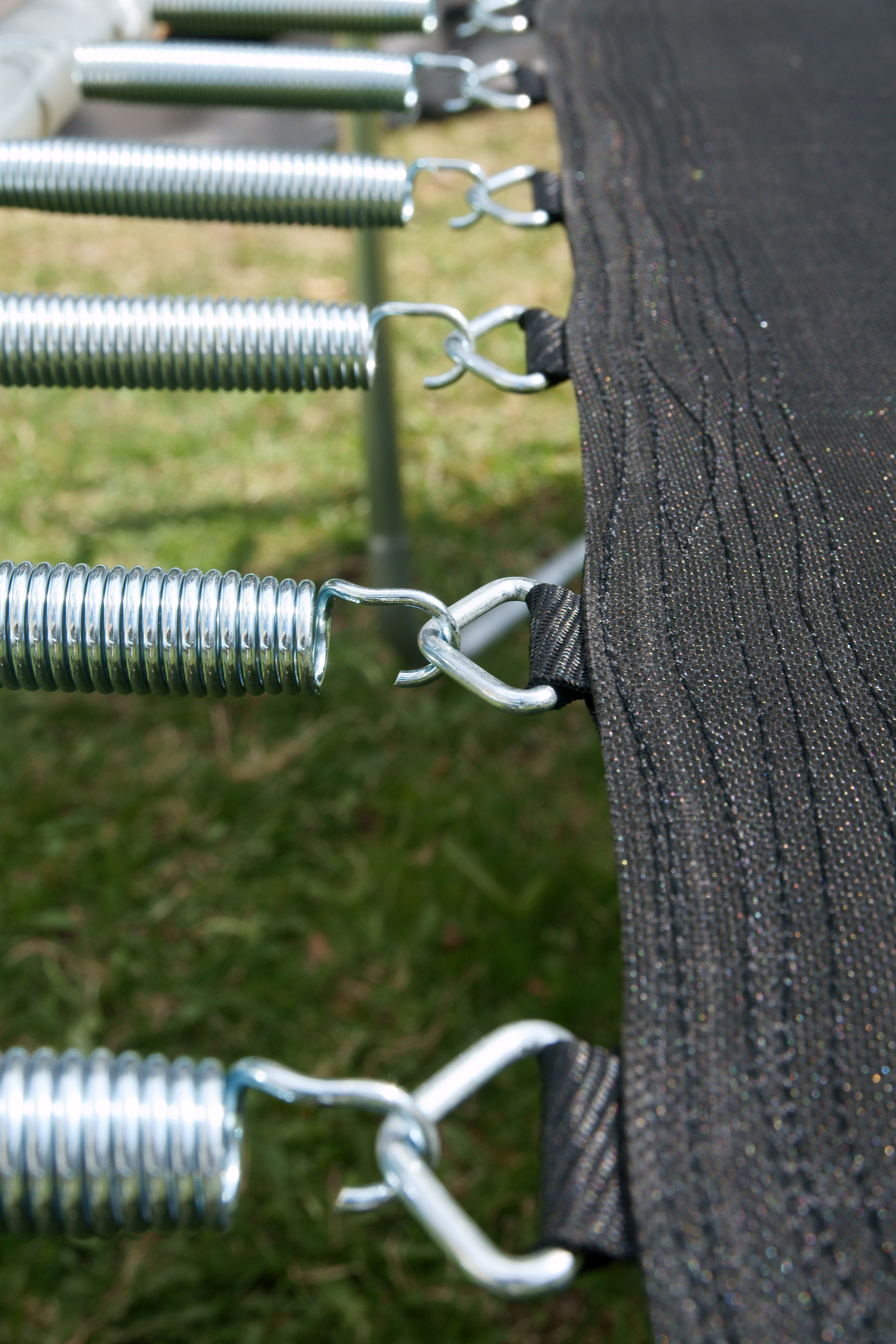
Sprungtuchsbefestigung mit Metallfedern an Dreiecksring und Gurtlasche

Der prinzipielle Aufbau eines Trampolins besteht aus einer Umrahmung, die federnd das Sprungtuch hält. Bei der häufigsten Bauweise wird in einen Metallrahmen mittels zahlreicher Federn aus Metall (seltener mittels elastischer Seile) ein elastisches Sprungtuch (meist aus Kunstfasern wie Polypropylen oder Polyamid) eingespannt. Der Metallrahmen wird in den meisten Fällen aufgeständert, um den für das Springen nötigen Dehnungsraum unter der Sprungfläche zu gewährleisten. Bei Bodeneinbautrampolinen ist dagegen der Trampolinrahmen über einer entsprechend tiefen Grube befestigt. Zunehmend gibt es auch Trampoline, die ohne Federn funktionieren. Bei einigen Bauarten ist das Sprungtuch über darunterliegende Stangen aus Fiberglas mit einem Rahmen verbunden. Federlose Trampoline gelten als besonders sicher.

### Aufblasbares Trampolin

Mutter und Kind mit einem aufblasbaren Trampolin

In die Kategorie der aufblasbaren Trampoline fallen einige sehr einfache und preiswerte Ausführungen federloser Trampoline. Sie werden gerne in der Bewegungserziehung im Elementarbereich eingesetzt, in Kindergärten bzw. Kindertagesstätten sowie Mutter-/Vater-Kind-Turnabteilungen. Die Umrahmung wird bei diesem Bautyp durch einen aufblasbaren Korpus aus hochbelastbarem Vinylkunststoff gebildet. Somit werden weder ein Metallrahmen noch harte verletzungsträchtige Streben wie bei anderen Trampolintypen gebraucht. Das Sprungtuch ist mit Kordeln eingeflochten, womit Stahlfedern nicht nötig sind. Nach dem Einsatz wird die Luft abgelassen, wie bei einem Schlauchboot, und das Trampolin kann platzsparend gelagert werden. Da sie in der Regel auf kleinere Kinder ausgelegt sind, ist ihre Belastbarkeit deutlich geringer als bei manchen festen Trampolinen.

### Fitness- oder Gymnastiktrampolin
Fitnesstrampoline, auch Gymnastiktrampoline genannt, sind kreisrund mit horizontaler und in der Höhe nicht verstellbarer Sprungfläche. Die üblichen Durchmesser sind zwischen 90 und 130 cm, die Höhen liegen zwischen 20 und 40 cm. Aufgrund der kompakten Abmessungen und der geringen Sprungwirkung eignen sich Fitnesstrampoline nur für das Springen im Stehen, akrobatische Übungen wie Salti sind mit ihnen praktisch nicht möglich. Sie dienen vor allem als Trainingsgerät für Gesundheit, Fitness und zur Gewichtsreduktion.
Fitnessübungen mit dem Trampolin werden auch als „Rebounding“ bezeichnet. Dieses wird von den Herstellern als gelenkschonend beschrieben und als geeignete Sportart für alle Menschen, die Probleme mit ihren Gelenken haben. Vor allem bei Absprung und Landung auf dem Trampolin entsteht der Darstellung nach keine hohe Belastung, da die Federsysteme gut nachgeben.
Fitnesstrampoline werden oft auch einfach „Minitrampoline“ genannt; diese Bezeichnung steht jedoch auch für die weiter unten beschriebenen „Minitramps“, die einen grundlegend anderen Aufbau haben und auch anders genutzt werden.

### Gartentrampoline

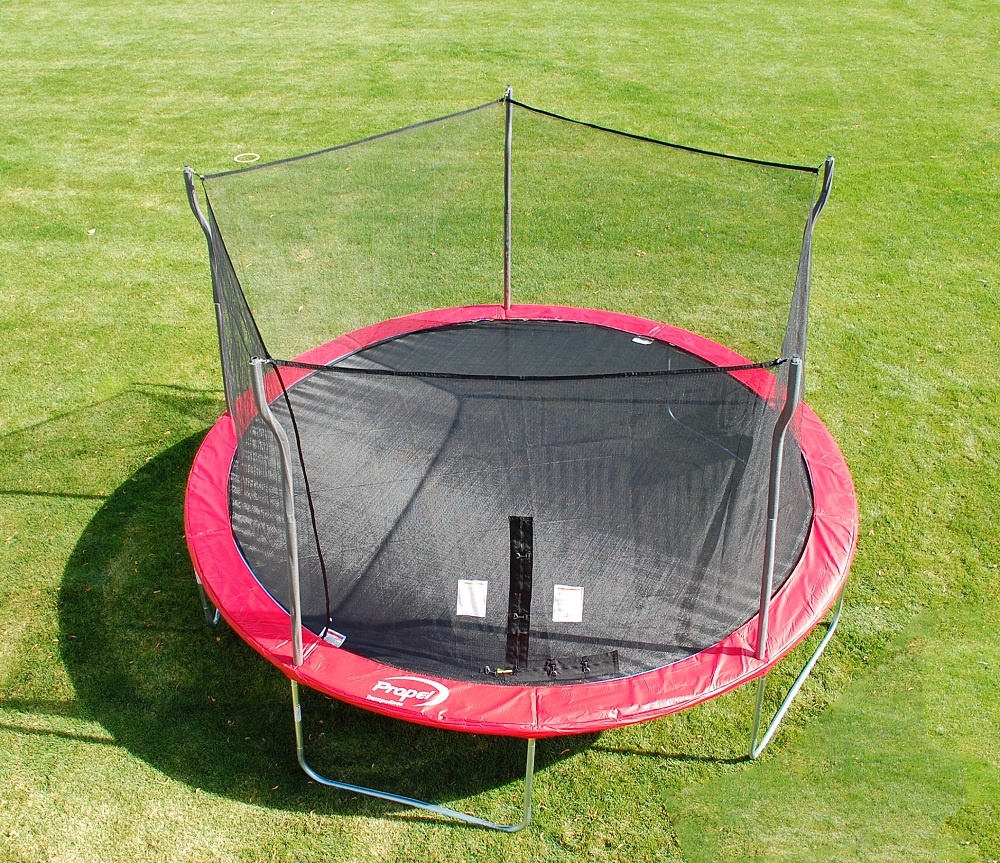
Ein Gartentrampolin mit Sicherheitsnetz

Gartentrampoline sind große Trampoline für den Ganzjahreseinsatz im Freien. Diese Trampoline sind fast immer kreisrund mit Durchmessern zwischen 240 und 490 cm, die Höhe der Sprungfläche variiert meist zwischen 80 und 100 cm. Meistens handelt es sich um Trampoline mit Federn. Es gibt aber auch federlose Gartentrampoline.
Alternativ zur Aufständerung lassen sie sich auch knapp über dem Boden über einer ausreichend breiten und tiefen Grube anbringen; es gibt auch speziell für diese Aufbauform hergestellte Gartentrampoline.
Gartentrampoline werden häufig mit einem umlaufenden senkrechten Sicherheitsnetz angeboten, das ein Herunterfallen der Springer vom Trampolin verhindern soll, andererseits aber auch zu heftigerem Springen und damit wieder erhöhter Unfallgefahr verleiten kann.
Diverse Hersteller raten dazu, auch Ganzjahrestrampoline im Herbst abzubauen, um das Material vor extremen Temperaturen und Witterungsbedingungen zu schützen. Es gibt aber auch federlose Trampoline die als Allwettertrampolin geeignet sind und das ganze Jahr über stehen bleiben können.

### Minitrampolin
Ein Minitrampolin, oft auch „Minitramp“ genannt, hat einen rechteckigen (oft quadratischen), oder auch selten einen runden Metallrahmen mit einer im Vergleich zur Gesamtgröße recht kleinen Sprungfläche. Es ist in der Regel an zwei Seiten unabhängig höhenverstellbar und kann so auch geneigt aufgestellt werden.
Minitramps werden seltener als Einzelsportgeräte verwendet, sondern dienen vor allem beim Gerätturnen als Sprungkraftverstärkung entweder zur Überquerung von Geräten oder zum Erlernen schwierigerer Sprünge wie Salti. Dementsprechend verwendet man sie fast nur in Sportstätten und nicht in Privathaushalten.
Die Bezeichnung Minitrampolin wird auch für die oben beschriebenen Fitnesstrampoline verwendet.

### Open-End-Minitramp
Ein Open-End-Minitramp ist ein Minitramp, dessen Rahmen am oberen und unteren Ende offen ist. Dieses Gerät zeichnet sich durch eine außergewöhnliche Wurfleistung aus, die zur Ausführung schwieriger Sprünge notwendig ist.

### Doppel-Minitrampolin
Das Doppel-Minitramp ist wohl die am wenigsten bekannte der drei Formen, da sie praktisch nur beim Trampolinturnen Verwendung findet. Das Gerät bietet dem Springer ein mittels Stahlfedern an drei Metallbügeln befestigtes Sprungtuch von etwa dreifacher Länge wie Breite. Die zum Springer zeigende Einsprungfläche ist leicht geneigt, um die Anlaufgeschwindigkeit besser in Höhe umsetzen zu können, während der hintere Teil flach ist. Der Springer nimmt Anlauf und macht einen Aufsprung auf den geneigten Vorderteil, springt von dort auf den flachen hinteren Teil und weiter auf den Mattenboden hinter dem Gerät. Bei einem offiziellen Wettkampf muss man mindestens zweimal bis maximal dreimal das Sprungtuch berühren, um dann mit den Füßen auf dem Mattenboden zu landen. Da die Geräte praktisch nur im Sport eingesetzt werden, sind sie auf eine hohe Wurfleistung ausgelegt und für Ungeübte ohne qualifizierte Anleitung nicht zu empfehlen.

### Wettkampf-Trampolin

Trampolinaufstellung und Kampfgericht bei einem Trampolinwettkampf

Das große Trampolin, auch Batude genannt, ist das klassische Trampolin. Es ist ein Sprunggerät, das je nach Verwendungszweck mit verschiedenen Leistungsmerkmalen zur Verfügung steht. Die ersten Geräte hatten noch geschlossene Sprungtücher, die an Gummiseilen aufgehängt waren. Die heutigen Hochleistungsgeräte haben ein Netz aus vier bis sechs Millimeter breiten Nylonstreifen, die an bis zu 118 Stahlfedern aufgehängt sind. Die Sprungfläche ist rechteckig und doppelt so lang wie breit; ihre Größe variiert zwischen zirka 180 mal 360 und 215 mal 430 cm. Da bei einem geschlossenen Sprungtuch die Luftdurchlässigkeit gering ist und dadurch die Bewegungen stark gedämpft werden, kann man mit solchen Tüchern kaum mehr als einen einfachen Salto springen. Im Gegensatz hierzu ist bei modernen netzartigen Sprungtücher dieser Effekt nicht so stark; diese erlauben es dem Springer ohne große Kraftanstrengung sehr große Höhen zu erreichen.

### Bodentrampolin-Ingroundtrampolin
Ein Bodentrampolin, auch als Ingroundtrampolin bekannt, ist ein Trampolin, das komplett im Boden eingelassen wird, wodurch sich eine ebenerdige Fläche ergibt. Diese Trampolinart gibt es in runder oder quadratischer Ausführung und wird oft ohne Sicherheitsnetz im Boden (vorzugsweise auf dem Rasen) eingegraben. Im Vergleich zu einem Gartentrampolin ist das Bodentrampolin (Ingroundtrampolin) fix an einer bestimmten Stelle im Garten eingegraben und kann somit nicht flexibel an einen anderen Platz aufgebaut werden. Der Eingrabungsort des Trampolins sollte wohl überlegt sein, da das Ausheben einer Grube und das anschließende Aufbauen des Bodentrampolins zeitintensiv ist. Zur Überwinterung und zum Schutz wird das Bodentrampolin mit einer Abdeckplane abgedeckt.

### Trampolinhalle

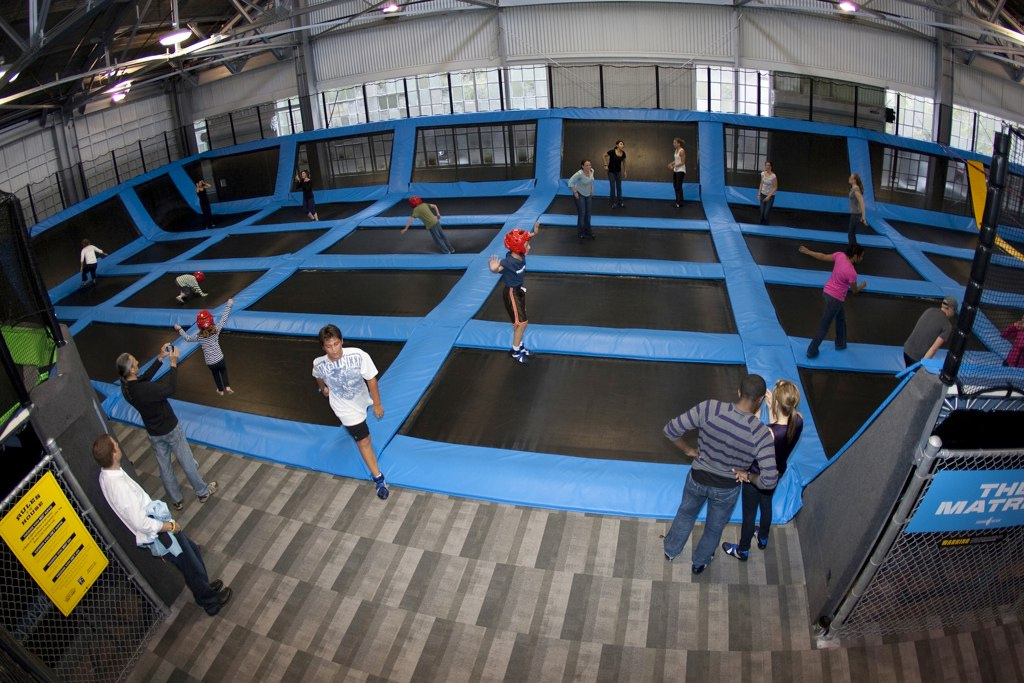
Trampolinhalle House of Air in San Francisco

Trampolinhallen sind Freizeiteinrichtungen in geschlossenen Räumen, die mit Trampolinen ausgestattet sind. Die Trampoline reichen von einer Wand bis zur anderen. Dadurch wird verhindert, dass der Springer von den Trampolinen fällt und sich schwer verletzt. Ein erhöhtes Verletzungsrisiko besteht gerade für ungeübte Springer in Trampolinhallen dennoch. Durch die meist ausgelassene Stimmung und durch andere, erfahrenere Springer angetrieben, wird das eigene Können schnell überschätzt. Wer dadurch leichtfertig Salti und andere Tricks ausprobiert, setzt sich einer erhöhten Gefahr für Genickverletzungen und Gelenkfrakturen aus.
Popularität erlangten Trampolinhallen ab 1950 in den USA. Wegen einer hohen Unfallrate gerieten die damals noch einfacher gestalteten Freizeiteinrichtungen jedoch in die Kritik und das öffentliche Interesse sank Anfang der 1960er Jahre schnell wieder. Nachdem das Konzept wiederentdeckt und weiterentwickelt wurde, erleben Trampolinhallen in den USA seit 2004 wieder einen Boom. Nach Eröffnungen in den Niederlanden und Großbritannien machte die erste deutsche Trampolinhalle 2014 in Dortmund auf. Seitdem wurden weitere in Hamburg, Duisburg, Gelsenkirchen, Schwäbisch Hall, Essen, München, Quickborn, Ulm, Dietzenbach, Stuttgart sowie mehrere in Berlin eröffnet. Mittlerweile gibt es über 100 Trampolinhallen in Deutschland.

### Streifenbreite der Sprungtücher
In Schulen und in der Vereinsarbeit mit Kindern wird meist ein Tuch mit 13 mm-Streifen eingesetzt, das einen guten Kompromiss zwischen Wurfleistung und Trainingseffekt zum Muskelaufbau darstellt.
Durch ihre hohe Wurfleistung sind Sprungtücher mit schmaleren Streifen nur für gut trainierte Sportler zu empfehlen, da die Sprünge anderenfalls zu sehr die Gelenke belasten. Sprünge bis zu einer Höhe von etwa 9 Metern sind möglich, was natürlich auch eine erhebliche Sturzgefahr darstellt.
In der Rehabilitation und dem Behindertensport werden gerne Sprungtücher aus 45 mm breiten Nylonstreifen eingesetzt, da sie sehr robust sind und sich sehr gut zum Aufbau der Stützmuskulatur eignen. In der Therapie werden deshalb weicher gefederte Trampoline eingesetzt.

### Weitere Trampolintypen

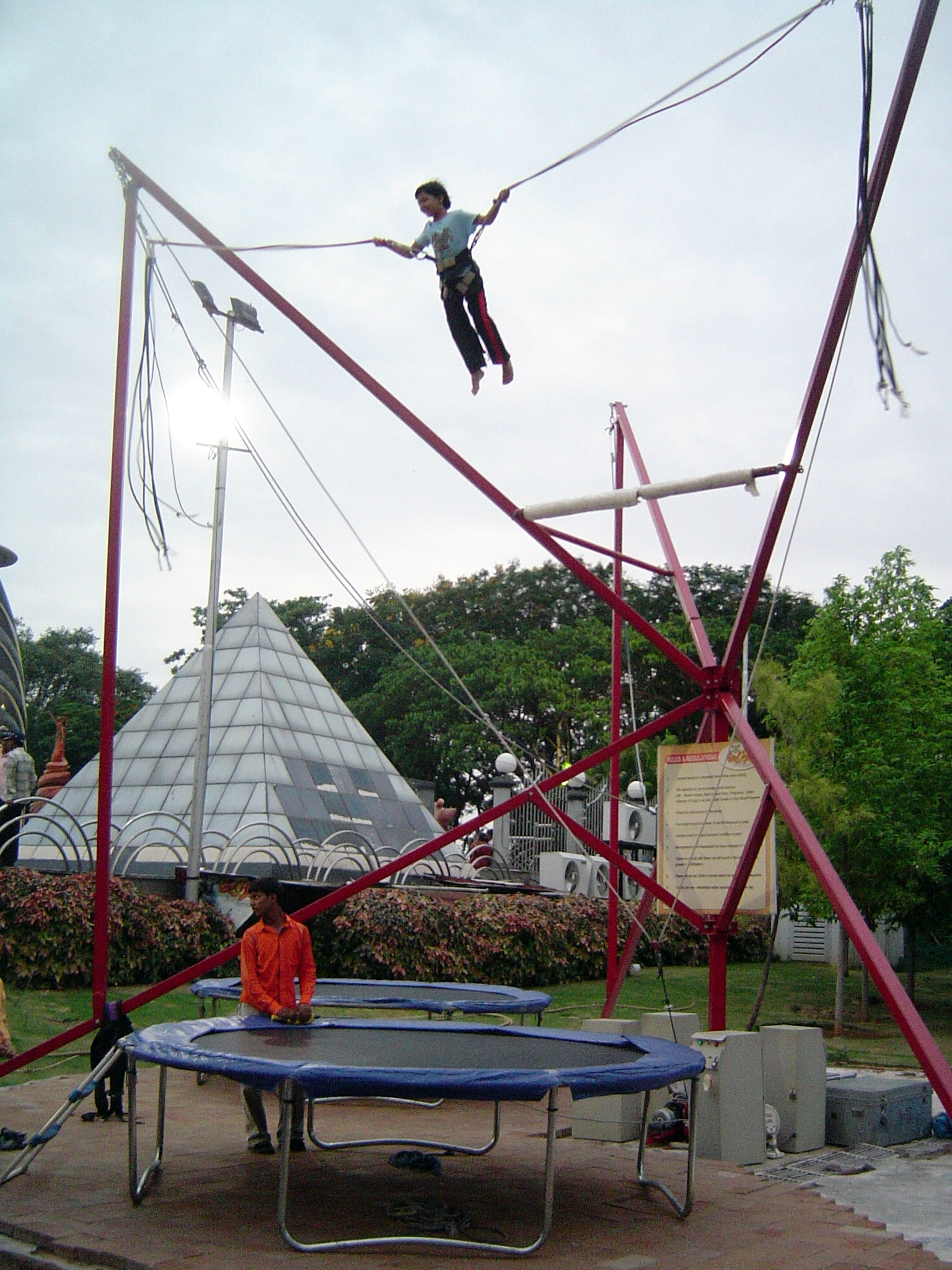
Bungee-Trampolin

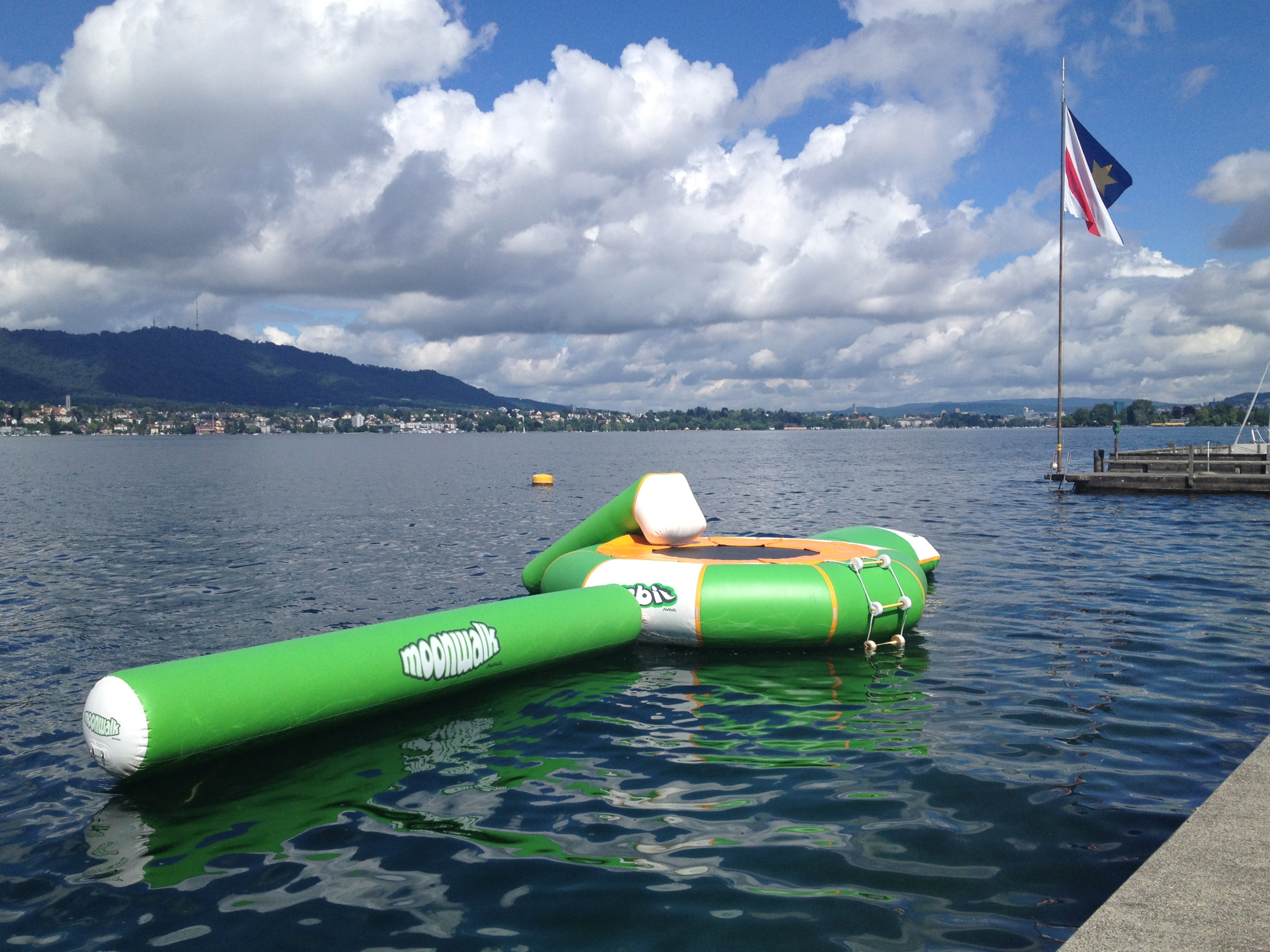
Trampolin auf einem Gummifloß auf dem Zürichsee in Zollikon

Eine weitere Form ist die Kombination von Bungee und Trampolin, dem Bungee-Trampolin. Hierbei wird die springende Person seitlich mit elastischen Seilen mit der Trampolin-Konstruktion verbunden. Dieses ermöglicht das verletzungsarme Ausprobieren von Vorwärts- und Rückwärtssalti sowie durch den Zug des Gummiseils ein wesentlich höheres Springen bei gleichzeitiger Gelenkschonung.
Weiter existieren Trampoline die ohne elastische Aufhängung (wie Federn/Gummiseile) funktionieren. Bei dieser Art der Federlosen Trampoline ist das Sprungtuch mit einem unter dem Sprungtuch liegenden Rahmen über Stangen aus Fiberglas verbunden. Federlose Trampoline gelten als besonders sicher. Der Springer kann sich hier nicht an Rahmen oder Federn verletzen.

## Verletzungsgefahren

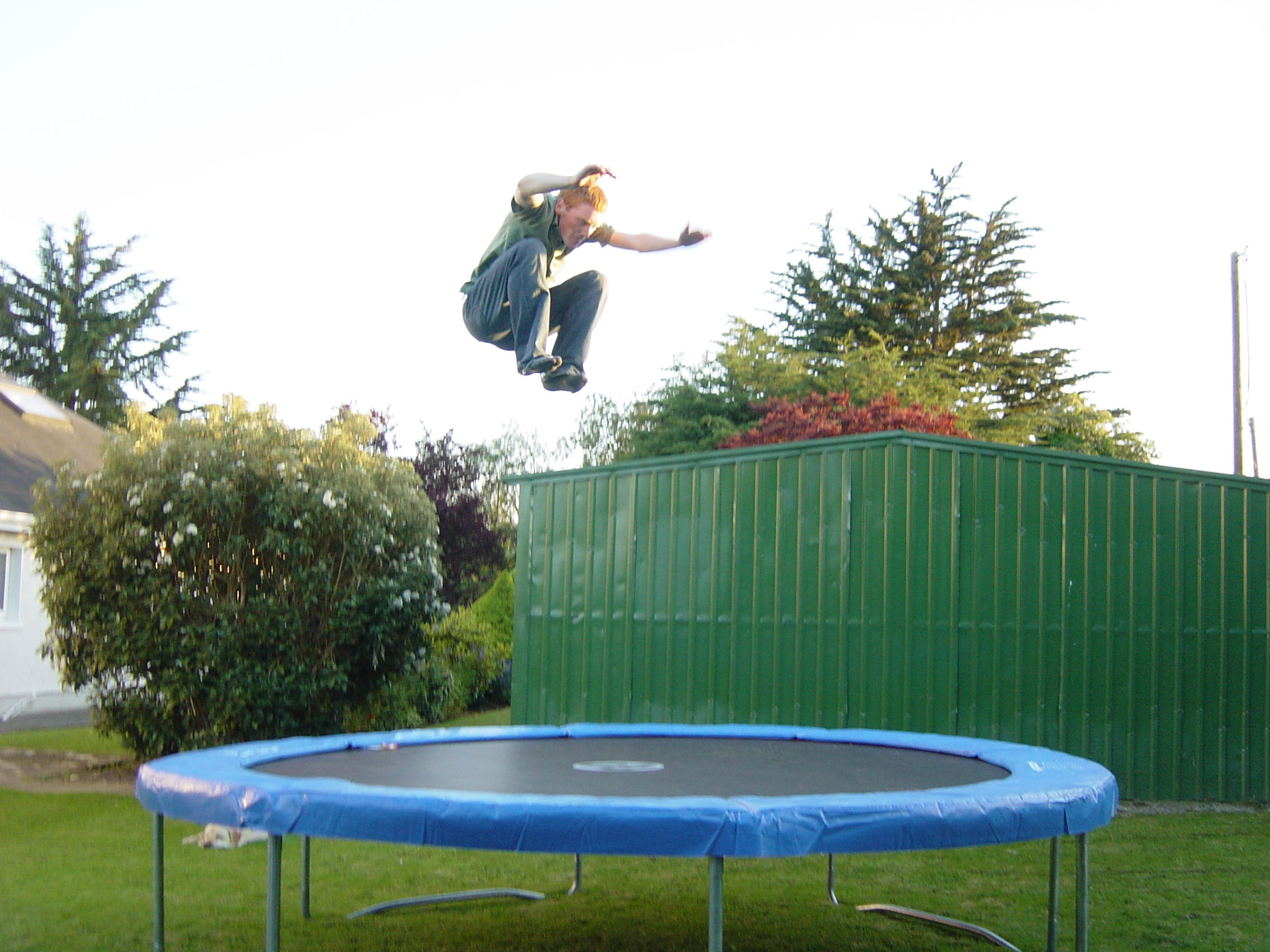
Ein Jugendlicher an der höchsten Stelle eines Sprunges auf einem Gartentrampolin ohne Sicherheitsnetz

Verletzungen beim Trampolinspringen wie Kopf- und Zahnverletzungen, Arm- und Beinbrüche entstehen in erster Linie dann, wenn ein Trampolin von mehreren Personen gleichzeitig benutzt wird oder Sicherheitseinrichtungen wie ein umlaufendes Sicherheitsnetz fehlen. Die Gefahr von Wirbelsäulenverletzungen ergibt sich vornehmlich aus dem Versuch von Salti, Überschlägen und Bauchsprüngen. Aus diesen Gründen rät die US-amerikanische Kinderärztevereinigung American Academy of Pediatrics generell von der heimischen Verwendung von Trampolinen ab.
Der Entstehung einer Osteochondrosis dissecans am Knie geht häufig eine intensive Nutzung des Trampolins durch Kinder und Jugendliche (mit offenen Wachstumsfugen) voraus. Zusätzlich findet sich bei fast allen Betroffenen eine Minderversorgung oder ein zum Teil ausgeprägter Vitamin-D3-Mangel.